# Окамова бритва
Окамова бритва или Окамова оштрица је принцип који се приписује енглеском логичару и фрањевачком фратару из 14. века, Вилијаму Окамском. Принцип налаже да објашњење било ког феномена треба да прави што је мање могуће претпоставки, елиминишући оне претпоставке које не утичу на закључке хипотезе или теорије, која је у питању. Овај принцип се често описује латинском изреком: entia non sunt multiplicanda praeter necessitatem, у грубом преводу: ентитети се не смеју умножавати више него што је неопходно. Алтернативна верзија гласи Pluralitas non est ponenda sine necessitate у преводу, Умножавање не треба претпостављати уколико за то нема потребе.
Принцип Окамове бритве се врло често парафразира на следећи начин: Ако су сви остали критеријуми једнаки, најједноставније решење је најбоље. Другим речима, када је више конкурентских теорија једнако у осталим погледима, принцип предлаже да се изабере теорија која уводи најмање претпоставки и постулира најмање ентитета. Један пример примене Окамове бритве је одбијање хипотезе о луминоферозном етеру као одговор на Ајнштајнову теорију релативитета.
Слично, у науци се Окамова бритва користи као абдуктивна хеуристика у развоју теоријских модела, а не као ригорозни арбитар између кандидатских модела. У научној методи, Окамова бритва се не сматра необоривим принципом логике или научним резултатом; склоност ка једноставности у научној методи заснива се на критеријуму кривотворљивости. За свако прихваћено објашњење неке појаве може постојати изузетно велики, можда чак и несхватљив, број могућих и сложенијих алтернатива. Будући да погрешна објашњења увек могу бити оптерећена са ad hoc хипотезама како би се спречило њихово фалсификовање, једноставније теорије су пожељније од сложенијих, јер се лакше проверавају.

## Историја
Фраза Окамова бритва појавила се тек неколико векова након смрти Вилијама Окамског 1347. Либерт Фројдмант у својој књизи О хришћанској филозофији душе заслужан је за ову фразу говорећи о „novacula occami“. Окамски није измислио овај принцип, али „бритва” - и њена повезаност са њим - могу бити последица учесталости и ефикасности са којом ју је користио. Окамски је начело изнео на различите начине, али најпопуларнију верзију, „Ентитети се не смију умножавати без потребе” (Non sunt multiplicanda entia sine necessitate) формулирао је ирски фрањевачки филозоф Џон Панч у свом коментару на дела Дунса Скота 1639.

## Занимљивост
Често интерпретирање Окамове бритве у смислу да је најбоље решење оно које је и најједноставније, искоришћено је у филму „Контакт“, где је главну улогу имала Џоди Фостер. Наиме, фантастичне тврдње (и доживљаји) главне јунакиње су наишли на осуду и неверицу научне јавности. У покушају да скрене пажњу на своја убеђења, унела је оправдану сумњу дајући тако и могућност и простор паранормалним феноменима. Противаргумент њеним тврдњама је био управо подупрт Окамовом оштрицом (једноставније решење је било рационално, односно да се контакт са ванземаљском расом није ни догодио). У филму се више пута провлачи овај принцип; чак на тај начин лик који Фостерова тумачи, а који је атеиста, објашњава зашто бог не постоји.